# Shahjadpur Upazila
Shahjadpur Upazila är ett underdistrikt i Bangladesh.   Det ligger i provinsen Rajshahi, i den centrala delen av landet, 100 km nordväst om huvudstaden Dhaka.
Trakten runt Shahjadpur Upazila består till största delen av jordbruksmark. Runt Shahjadpur Upazila är det mycket tätbefolkat, med 1 573 invånare per kvadratkilometer.